# Tsehay Melaku
Tsehay Melaku (née vers 1952)  est une romancière éthiopienne. Qualifiée de première romancière éthiopienne contemporaine, elle appartient à une vague de femmes écrivains qui entrent sur la scène littéraire au début des années 1990.

## Jeunesse et carrière d'enseignante
Tsehay Melaku naît et grandit à Addis-Abeba, dans une famille de onze enfants. Son père, prêtre, lutte contre l'occupation italienne de l'Éthiopie. Il meurt subitement alors qu'elle est au lycée. Afin d'aider à subvenir aux besoins de la famille, elle suit un bref programme de formation d'enseignante et obtient un poste. Pendant plus de vingt ans, elle enseigne au lycée,.
Alors qu'elle est professeure, Tsehay Melaku est bénévole, pendant dix ans, pour Legedadi Radio, produisant une émission sur l'autonomisation des femmes.

## Carrière d'autrice
Tsehay Melaku cesse d'enseigner au profit de l'écriture. C'est la première d'une nouvelle génération de femmes qui ont commencé à peupler la scène littéraire érythréenne vers 1990. Sa langue d'écriture est l'amharique.
Son premier roman, Qusa, publié en 1989, obtient du succès. En revanche, la sortie de son roman suivant, Anguz, au sujet de la Terreur rouge, cause son endettement. Publié au milieu de la tourmente après la fin du régime Derg, il ne parvient pas à se vendre,.
Tsehay Melaku publie d'autres romans dans les années 1990 et 2000, notamment Bes Rahel en 1996, Em'minete en 2002 et Ye Petros Wazema en 2005. Elle commence aussi la poésie, en publiant la collection Yesimet Tikusat en 2002,,,.
Son œuvre littéraire traite de questions sociales et politiques, dont la place des femmes dans la société, ainsi que l'héritage du régime de Derg,,.
La mort de son père ayant écourté ses études, Tsehay Melaku retourne à l'école à sa retraite, obtenant un diplôme en éducation commerciale de l'Université d'Addis-Abeba.
Tsehay Melaku fut présidente de l'Association des écrivaines éthiopiennes de Zema Beir. Elle s'impliqua aussi dans l'Organisation de développement et de coopération de Gondar,.

## Vie privée
En 1987, le mari de Tsehay Melaku, le général de brigade Tariku Ayne, est tué par le régime du Derg. Elle a deux filles et deux petits-enfants .

## Œuvres choisies

### Romans
- Qusa ("Vengeance", 1989)
- Anguz ("Cicatrice", 1992)
- Bes Rahel ("Rahel la lépreuse", 1996)
- Em'minete (« Nonne en chef », 2002)
- Yeniseha Shengo ("Cour des aveux", 2004)
- Ye Petros Wazema (« La veille de Petros », 2005)

### Poésie
- Yesimet Tikusat ("La fièvre de l'émotion", 2002)